# Mort Sahl
Morton Lyon Sahl (11 de maio de 1927 - 26 de outubro de 2021) foi um comediante, ator e sátiro americano natural do Canadá, considerado o primeiro comediante moderno. Ele foi pioneiro em um estilo de sátira social englobando temas políticos.
Sahl passou seus primeiros anos em Los Angeles e mudou-se para a área da baía de São Francisco, onde fez sua estreia profissional em 1953. Sua popularidade cresceu rapidamente e, depois de um ano, ele viajou pelo país realizando shows em casas noturnas, teatros e campus universitários. Em 1960, ele se tornou o primeiro comediante a aparecer em uma matéria na capa da revista Time. Ele apareceu em vários programas de televisão e desempenhou vários papéis no cinema.
O apresentador de televisão Steve Allen disse que Sahl era "o único verdadeiro filósofo político que temos na comédia moderna". Suas performances de sátira social inovaram no entretenimento ao vivo, já que um comediante de stand-up falando sobre o mundo real da política naquela época era considerado "revolucionário". Sahl inspirou muitos outros comediantes a seguirem a carreira, incluindo Lenny Bruce, Jonathan Winters, George Carlin, Richard Pryor, Lewis Black e Woody Allen. Steve elogia o novo estilo de humor de Sahl por "abrir perspectivas para pessoas como eu".
Vários políticos se tornaram seus fãs, com John F. Kennedy pedindo que ele escrevesse sátiras para discursos de campanha. Após o assassinato de Kennedy em 1963, Sahl se concentrou no que ele disse serem imprecisões e conclusões do Relatório Warren e falou sobre isso frequentemente durante seus programas. Isso alienou grande parte de seu público e levou ao declínio de sua popularidade no restante da década de 1960. Na década de 1970, suas apresentações e popularidade tiveram um retorno parcial que continuou nas décadas seguintes. Uma biografia de Sahl, Last Man Standing, de James Curtis, foi lançada em 2017.

## Biografia
Sahl nasceu em 11 de maio de 1927, em Montreal, Quebec, Canadá, filho único de pais judeus. Seu pai, Harry Sahl, veio de uma família de imigrantes no Lower East Side de Nova Iorque e tinha a ambiçãod de se tornar um dramaturgo da Broadway. Harry conheceu sua esposa, Dorothy (Schwartz), quando ela respondeu a um anúncio que ele colocou em uma revista de poesia. Incapazes de entrar no campo da escrita, eles se mudaram para o Canadá, onde ele era dono de uma tabacaria em Montreal.
Mais tarde, a família de Sahl se mudou para Los Angeles, onde seu pai, incapaz de se tornar um escritor de Hollywood, trabalhou como escriturário e repórter judicial para o FBI. Sahl estudou na Belmont High School, onde escreveu para o jornal da escola. Na escola ele conheceu ator Richard Crenna.
Sahl foi dispensado em 1947 e matriculou-se no Compton College, se formando na Universidade do Sul da Califórnia. Ele recebeu o título de bacharel em 1950 com especialização em engenharia de transportes e administração urbana. Ele continuou com um programa de mestrado, no entanto o abandonou para se tornar ator e dramaturgo.

## Carreira
Entre 1950 e 1953, Sahl tentou conseguir empregos como comediante stand-up em cerca de 30 casas noturnas de Los Angeles, mas sem sucesso. A NBC, onde ele fez o teste, disse que ele nunca teria sucesso como comediante. Ele se ofereceu para se apresentar de graça durante os intervalos para ter a chance de mostrar seu talento. Ele e um amigo alugaram um antigo teatro, que chamaram de Teatro X, para "experimentos", e ele começou a escrever e encenar peças de um ato. Uma de suas peças foi intitulada Ninguém Confiava na Verdade. Incapazes de atrair um público grande o suficiente, eles acabaram fechando o teatro. Em 1953, ele começou a namorar Sue Babior. Quando ela se mudou para Berkeley para estudar na Universidade da Califórnia, Sahl pegou carona até lá para ficar com ela. Ele passava o tempo assistindo a aulas como ouvinte e frequentando cafés locais. Para ganhar dinheiro, ele escreveu para algumas publicações de vanguarda. Ele dormia no banco de trás do carro de um amigo; Babior estava morando com colegas de quarto. "As coisas eram simples naquela época", ele disse. "... Tudo o que tínhamos que nos preocupar era com o destino do homem." Ele se sentiu em casa na área da Baía de São Francisco, comentando: "Eu 'nasci' em São Francisco ." Ele afirmou que os três anos em que viveu em Berkeley foram uma experiência valiosa.
A notícia sobre o ato de comédia satírica de Sahl se espalhou rapidamente. Ele recebeu boas críticas do influente colunista de jornal Herb Caen . As críticas deram credibilidade instantânea a Sahl: "Não sei de onde o Sr. Sahl veio, mas estou feliz que ele esteja aqui", escreveu Caen após assistir ao programa. Caen começou a convidar seus próprios amigos, como os comediantes de cinema Danny Kaye e Eddie Cantor, para assistir às apresentações de Sahl. O cantor o acolheu “sob sua proteção” e lhe deu sugestões. No final do primeiro ano de Sahl no Hungry i, ele ganhava US$ 3.000 por semana (cerca de US$ 29.000 por semana em 2020) e se apresentava para casas lotadas.
Depois de um ano no Hungry i, Sahl começou a se apresentar em outros clubes, incluindo o Black Orchid e o Mister Kelly's em Chicago, o Crescendo em Los Angeles e o Village Vanguard e a boate The Blue Angel na cidade de Nova York. Alguns clubes nunca tiveram um comediante de stand-up; Sahl teve que estrear como um novo tipo de artista. “Tive que criar minha própria rede de lugares para tocar”, disse ele.
Celebridades assistiram aos seus shows depois de ouvirem falar do "novo fenômeno", referindo-se ao estilo único de comédia de Sahl. Woody Allen, que viu seu show no Blue Angel em 1954, comentou que "ele era de repente esse grande gênio que apareceu e revolucionou o meio."O ator britânico John Cleese se interessou pelo estilo radical de humor e concedeu a Sahl o mesmo nível de respeito que os Beatles prestaram a Elvis Presley.

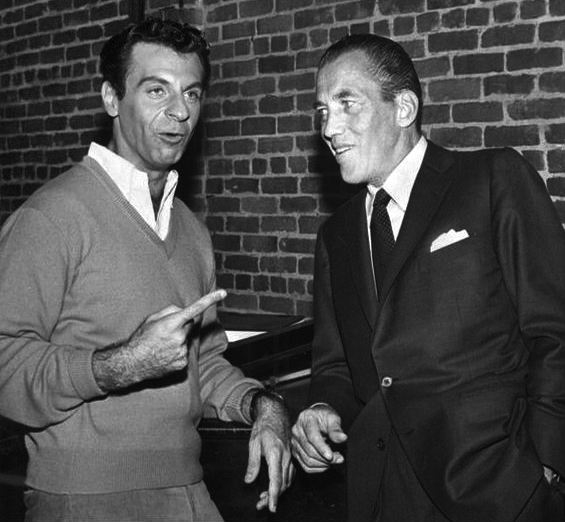
Sahl no The Ed Sullivan Show em 1960

O apresentador de televisão Steve Allen, que criou o Tonight Show, disse que ficou "impressionado com o quão amador ele parecia", mas acrescentou que a observação não foi concebida como uma crítica, mas como um "elogio". Allen disse que a "maneira nada convencional de Sahl foi uma das coisas que gostei quando o vi trabalhar pela primeira vez".
Embora Sahl tenha adquirido a reputação de ser um comediante intelectual, era uma imagem de que ele não gostava e com a qual discordava. Sua naturalidade no palco se devia, em parte, à sua preferência pela improvisação em vez de monólogos cuidadosamente ensaiados.

### Carreira em declínio na década de 1960
Assim que Kennedy assumiu o cargo, Sahl retornou à sua política de fazer piadas sobre o titular, com Sahl dizendo: "Se você fosse a única pessoa que restasse no planeta, eu teria que atacá-lo". O pai de JFK, Joseph Kennedy, fez algumas ligações e as reservas de clube de Sahl começaram a se esgotar. Certa manhã, Banducci foi ao Hungry i, que ainda estava reservando Sahl, e encontrou as portas acorrentadas e trancadas pelo IRS para exigir impostos atrasados "Meus chamados apoiadores liberais se mudaram todos para o establishment", disse ele do palco em uma prévia.
Após o assassinato de Kennedy em 1963, o interesse de Sahl em saber quem era o responsável fez dele um membro substituto da equipe do promotor público de Nova Orleães, Jim Garrison, para investigar o caso e em 1968 usou sua influência para garantir um lugar para Garrison no The Tonight Show apresentado por Johnny Carson. Como resultado, a comédia de Sahl frequentemente refletia sua política e incluía leituras e comentários sobre o Relatório da Comissão Warren, cuja precisão ele contestava consistentemente. Ele alienou grande parte de seu público, foi efetivamente colocado na lista negra e mais de seus shows planejados foram cancelados. Sua renda caiu de US$ 1 milhão para US$ 13.000 em 1964. Segundo Nachman, o foco excessivo nos detalhes do assassinato de Kennedy foi a ruína de Sahl e degringolou sua carreira. Mais tarde, Sahl admitiu que “nunca houve nada que tivesse tido um impacto mais forte em minha vida do que essa questão”, mas acrescentou que, mesmo assim, “achou que foi uma busca maravilhosa”.

### Retorno

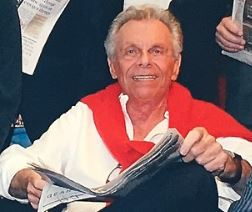
Sahl em 2007

Na década de 1970, a maré crescente da contracultura fomentou o retorno parcial de Sahl como um comediante veterano, e ele foi incluído entre os novos comediantes que estavam surgindo no campo, como George Carlin, Lily Tomlin e Richard Pryor. }Na década de 1980, ele foi a atração principal dos novos clubes de Banducci em São Francisco. No final da década de 1980, ele tentava escrever roteiros, além de fazer shows esporádicos pelo país. Em 1987, ele teve uma temporada bem-sucedida de várias semanas na Austrália.
Em 1988, Sahl voltou para Nova York e fez um show solo off-Broadway, Mort Sahl's America, que, apesar de receber boas críticas, não foi um sucesso de bilheteria. O New York Times declarou: "A história trouxe Mort Sahl de volta aos holofotes quando ele é mais necessário. Seu estilo tem uma espontaneidade intuitiva. Sua presença é tônica." Robert Weide produziu um documentário biográfico, Mort Sahl: The Loyal Opposition, que foi exibido na PBS em 1989.
A partir da década de 1990, ele se apresentou, mas com menos frequência e principalmente em teatros e auditórios universitários. Sahl então fez shows no Joe's Pub em Manhattan para plateias lotadas.
Sahl foi classificado na 40º posição na lista da Comedy Central dos 100 maiores comediantes stand-up de todos os tempos, entre Billy Crystal e Jon Stewart. Em 2003, ele recebeu o Quinto Prêmio Anual Alan King de Humor Judaico Americano da Fundação Nacional para a Cultura Judaica. Em 2011, a Biblioteca do Congresso colocou sua gravação de 1955, At Sunset, no Registro Nacional de Gravações.

### Estilo de comédia satírica

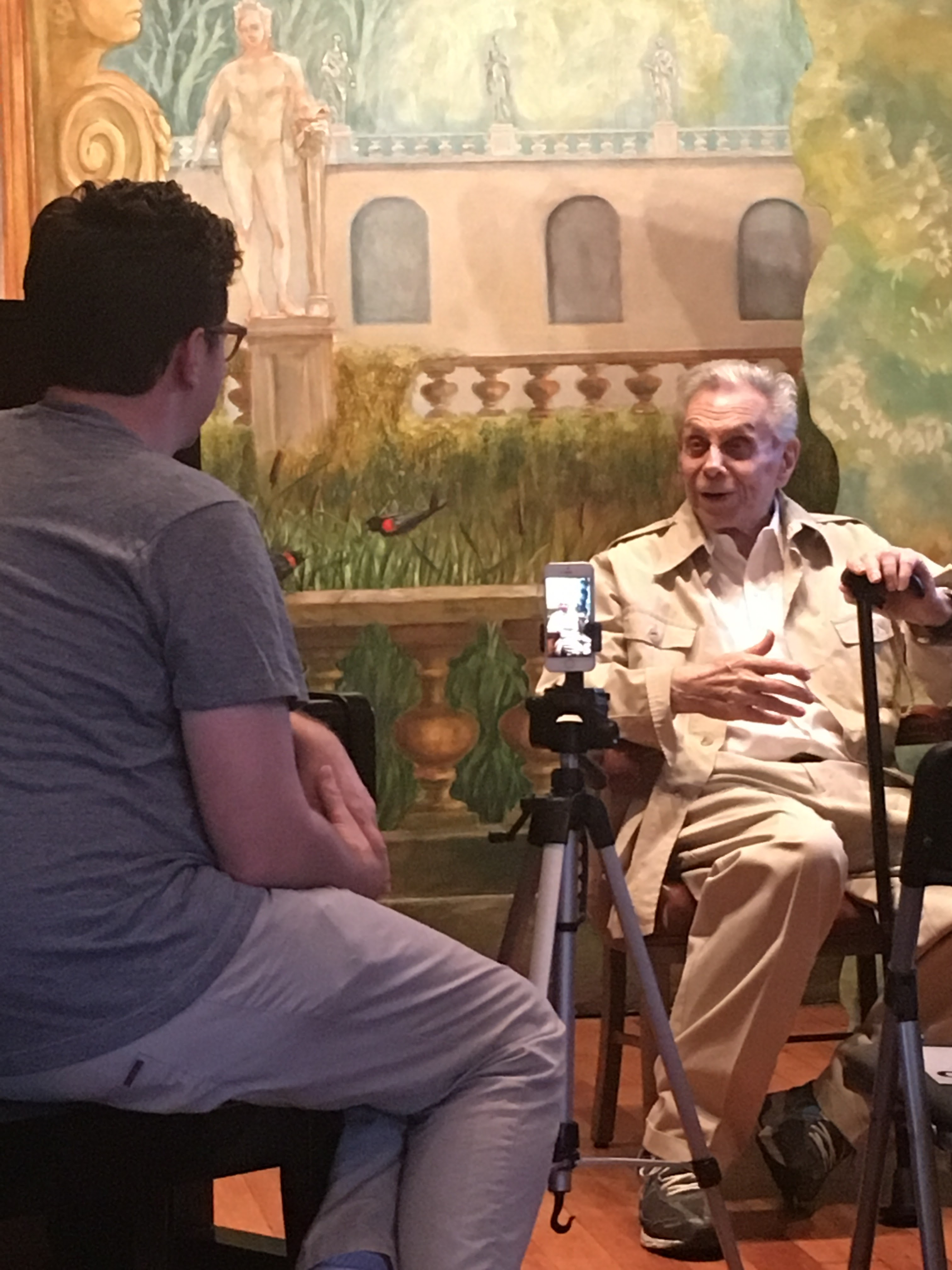
Sahl se apresentando em 2016

O humor de Sahl era baseado em eventos atuais, especialmente na esfera política, o que levou Milton Berle descrevê-lo como "um dos maiores satiristas políticos de todos os tempos". Ele foi apelidado de " Will Rogers com presas" pela revista Time em 1960.
Sahl discutia pessoas ou eventos quase como se os estivesse relatando pela primeira vez e fazia digressões sobre histórias relacionadas ou suas próprias experiências. O executivo de TV Roger Ailes disse que o viu ler o jornal um dia e depois de algumas horas Sahl subiu no palco com uma noite inteira de material novo. “Sem escritores, ele apenas fez o que viu no jornal da tarde. Ele era um gênio.”
A apresentação de comentários de notícias de Sahl como uma forma de sátira social deu origem a uma enorme variedade de fãs famosos e políticos, incluindo Adlai Stevenson, Marlene Dietrich, SJ Perelman, Saul Bellow e Leonard Bernstein . Arthur M. Schlesinger, Jr...
Combinada com sua habilidade de improvisação, a naturalidade de Sahl também era considerada única para um artista de palco. Woody Allen observa que outros comediantes tinham inveja da personalidade do comediante e não entendiam como ele era capaz de atuar simplesmente falando com o público.</ref> :52Nachman afirmou que a “mera ideia de um comediante stand-up falando sobre o mundo real era em si revolucionária... [e] os comediantes que o seguiam – Lenny Bruce, Woody Allen, Dick Gregory, Phyllis Diller, Shelley Berman, Jonathan Winters – foram moldados em um padrão familiar de boate." :51

## Vida pessoal
Sahl foi casado três vezes. Ele se casou com Sue Babior em 1955; o casamento terminou em divórcio menos de três anos depois. No início da década de 1960, sua namorada fixa era Tippi Hedren. Sahl também namorou Dyan Cannon e Julie Newmar.
Em 1967, ele se casou com a atriz e modelo China Lee e eles se divorciaram em 1991. Eles tiveram um filho, Mort Sahl Jr., que morreu em 1996, aos 19 anos, devido a uma reação desconhecida relacionada a medicamentos.
Em 2008, Sahl mudou-se de Los Angeles para Mill Valley, na Califórnia, um subúrbio de São Francisco, onde se tornou amigo do comediante Robin Williams, que morava nas proximidades.
Sahl morreu de causas naturais em sua casa em Mill Valley em 26 de outubro de 2021, aos 94 anos.

## Discografia

### Álbuns de performance
- At Sunset, Fantasy Records (gravado em 1955, lançado em 1958)
- O futuro está à frente, Verve Records (1958)
- Mort Sahl: 1960 ou Olhar para a Frente com Raiva, Verve Records MG V-15004 (1959)
- No i faminto, Verve Records (1960)
- O Próximo Presidente, Verve Records (1960)
- Um Modo de Vida, Verve Records (1960)
- A Nova Fronteira, Reprise Records (1961)
- Sobre Relacionamentos, Reprise Records (1961)
- De qualquer forma... Avante , Mercury Records (1967)
- "Cante uma Canção de Watergate ... Uma Mentira Apócrifa!", GNP Crescendo Records (1973)
- América de Mort Sahl, Dove Audio (1996)

### Álbum de compilação
- Grandes Momentos de Comédia com Mort Sahl Verve Records (1965)

## Filmografia selecionada
- In Love and War (1958) como Danny Krieger
- Richard Diamond, Private Detective (CBS-TV 1959) como Ele Mesmo
- All the Young Men (1960) como Cpl. Crane
- Johnny Cool (1963) como Ben Morrow
- Doctor, You've Got to Be Kidding! (1967) como Dan Ruskin
- Don't Make Waves (1967) como Sam Lingonberry
- hungry i reunion (1981) como Ele Mesmo
- Inside the Third Reich (1982) (TV) como Werner Finck
- Nothing Lasts Forever (1984) como Uncle Mort[41]
- Jonathan Winters: On the Ledge (1987) como Ele Mesmo, TV special
- Mort Sahl: The Loyal Opposition (1989) como Ele Mesmo, American Masters documentário
- The World of Jewish Humor (1990) como Ele Mesmo
- Looking for Lenny (2011) como Ele Mesmo
- When Comedy Went to School (2013) como Ele Mesmo
- Max Rose (2013) como Jack